# Giải Lựa chọn của giới phê bình điện ảnh
Giải Lựa chọn của Nhà phê bình Điện ảnh (Critics' Choice Movie Awards; trước đây là Giải của Hiệp hội Phê bình Phim Phát sóng, viết tắt là giải BFCA) là chương trình giải thưởng diễn ra hàng năm của Hiệp hội Phê bình Phim Phát sóng (BFCA) nhằm tôn vinh những thành tựu điện ảnh xuất sắc nhất. Các lá phiếu được bầu trong thời gian biểu quyết kéo dài một tuần, và kết quả đề cử được công bố vào tháng 12. Những người giành chiến thắng lựa chọn bởi cuộc bầu chọn sau đó được tiết lộ vào lễ trao giải Lựa chọn của Nhà phê bình Điện ảnh vào tháng 1. Ngoài ra, một số giải thưởng đặc biệt cũng được bổ sung theo quyết định của Ban Điều hành BFCA.

## Hạng mục
- Phim hành động hay nhất (2009-)
- Dàn diễn viên xuất sắc nhất (2002-)
- Nam diễn viên chính xuất sắc nhất (1995-)
- Nữ diễn viên chính xuất sắc nhất (1995-)
- Nam diễn viên phim hành động xuất sắc nhất (2012-2016)
- Nữ diễn viên phim hành động xuất sắc nhất (2012-2016)
- Nam diễn viên phim hài xuất sắc nhất (2012-)
- Nữ diễn viên phim hài xuất sắc nhất (2012-)
- Phim hoạt hình hay nhất (1998-)
- Chỉ đạo nghệ thuật xuất sắc nhất (2009-)
- Quay phim xuất sắc nhất (2009-)
- Phim hài hay nhất (2005-)
- Thiết kế phục trang xuất sắc nhất (2009-)
- Đạo diễn xuất sắc nhất (1995-)
- Phim tài liệu hay nhất (1995-)
- Dựng phim xuất sắc nhất (2009-)
- Phim gia đình hay nhất (1997-2007)
- Phim ngoại ngữ hay nhất (1995-)
- Hóa trang xuất sắc nhất (2009-)
- Phim hay nhất (1995-)
- Kịch bản hay nhất (2002-)